# Victor Pálsson
Victor Pálsson (født 1. januar 1991), er en islandsk fodboldspiller som spiller for den amerikanske MLS klub D.C. United og for det Islandske landshold.
Tidligere har han spillet for klubber som Esbjerg fB, Liverpool, Hibernian, New York Red Bulls, FC Zürich, Darmstadt 98, været på et lejeophold hos Dagenham & Redbridge, og i Helsingborgs IF. Han har i sin ungdomskarriere spillet for danske AGF.
Pálsson er født i Reykjavik, hans mor er islænding og hans far er portugiser.
Han har en god teknik og spilforståelse kombineret med en stærk fysik, derfor var der var store forventninger til ham i AGF, hvor han blev udnævnt til det største islandske talent i sin årgang af Brian Steen Nielsen.

## Titler
FC Zürich
- Swiss Cup: 2017–18[2]